# 中央區 (濱松市)
中央区（日语：／ Chūō-ku）是日本靜岡縣滨松市的行政区，因2024年1月1日行政区再編而與濱名區一同設立，是日本国内政令指定都市人口最多的行政区。

## 歷史
2024年1月1日，東区、南区、西区、中区全域及北区三方原地区合併為中央区。

## 行政
中央区役所與旧中区役所為同一場所。旧東区役所改為中央区東行政中心（東行政センター），旧南区役所改為中央区南行政中心（南行政センター），旧西区役所改為中央区西行政中心（西行政センター），繼續提供行政服務。